# 2011年12月尼日利亚爆炸事件
2011年尼日利亚爆炸事件发生于2011年12月25日圣诞节当天，位于尼日利亚北部一些城镇的一些基督教堂受到了许多恐怖炸弹攻击。发生地包括城镇马达拉、乔斯、加达卡和達馬圖魯，至少39人遇难，而博科圣地宣称对事件负责。

## 事件

### 马达拉
发生在距离市中心40公里远的St Theresa天主教堂，至少35人死亡和52人受伤。

### 乔斯
第二起袭击发生在Mountain of Fire and Miracles教堂，造成1人死亡。
政府发言人Pam Ayuba表示：一名枪手朝一名值勤的警察开火造成警官死亡。而在附近的一个建筑内发现了两个炸弹并已经清除。

### 加达卡和達馬圖魯
在達馬圖魯发生了两起爆炸，在加达卡的一个教堂也有一个爆炸。在達馬圖魯至少有一个袭击属于自杀式汽车炸弹袭击：一个恐怖分子驾驶汽车猛撞一处当地安全机构总部大楼，当场共3人死亡和一名高级军官受伤。

## 肇事者
伊斯兰主义极端组织博科圣地宣称对事件负责。

## 各方反应
- 奈及利亞 – 总统古德勒克·乔纳森称爆炸袭击是“不幸”事件，“博科圣地不会永远嚣张下去，他们总有一天要被消灭”[6]。

### 国际组织
- 联合国 – 联合国秘书长潘基文强烈谴责此次袭击，并呼吁尼日利亚结束所有教派暴力行为[7]。

- 非盟主席让·平谴责袭击，他重申非盟支持尼日利亚人民和政府与恐怖主义做斗争[8]。

- 伊斯兰会议组织秘书长Ekmeleddin Ihsanoglu谴责袭击事件，呼吁结束暴力行动和对人民的折磨。他也敦促尼日利亚人帮助政府维护国家安全和稳定[9]。

- 欧洲联盟 – 外长凱瑟琳·阿什頓对恐怖袭击表示震惊和悲伤，她强烈谴责该事件并同情受害者及其家人[10]。

### 外国政要
- 加拿大 – 外长John Baird说: “这些人仅仅因为他们的宗教信仰而遇害，加拿大强烈批评这种针对民众的大型袭击，在这个困难时刻我们与尼日利亚人民和政府站在一起，并期待对那些肇事者的正义审判”[11]。

- 法國 – 总统萨科奇表示法国与尼日利亚团结一起以共同打击恐怖主义[12]。

- 德国 – 外长基多·威斯特威勒说“即使是在圣诞节，这个世界还是被恐怖主义所带来的恐惧阴影所笼罩着” [12]。
- 以色列 – 外长说以色列将为尼日利亚提供医疗援助，并强烈谴责当天的袭击[12]。

- 義大利 – 外长Giulio Terzi表示“强烈谴责邪恶的袭击事件，意大利将为捍卫自由的宗教信仰并鼓励不同教派之间的对话与宽容继续做出努力”[13]。

- 聖座 – 聖座媒体办公室主管Federico Lombardi谴责事件说“我们与尼日利亚教堂的遇难者和所有持续遭受恐怖主义威胁的尼日利亚人分享悲伤”[14]。

- 马来西亚 – 马来西亚伊斯兰党国际委员会主席Kamarudin Jaffar说“该党与国际社会一道强烈谴责针对教堂的袭击”[15]。

- 土耳其 – 外长说“袭击事件令土耳其感到悲伤，土耳其人与友好的尼日利亚人民和政府所承受的悲剧感同身受”[16]。

- 英国 – 外长威廉·黑格说“我谴责炸弹袭击，遇难者都是聚在一起进行祈祷美好愿望和庆祝节日气氛的家庭成员，我对遇难者和受伤者表示同情”[17]。

- 美国 – 白宫对袭击表示谴责和“悲伤”，对尼日利亚人表示同情和哀悼，并保证会协助尼日利亚当局抓捕犯罪者[10]。